# الخط الأبيض

الخط الأبيض أو Linea alba هو شريط ليفي يمتد من ارتفاق العانة إلى الناتئ الرهابي. وهو (من اسمه) أبيض اللون يتألف من بروتين الكولاجين.
يتوضع على الخط الناصف ويتشكل من التحام سفاقات عضلت جدار البطن على الخط الناصف. تتوضع السرة على الخط الأبيض.
تقع العضلتان المستقيمتان البطنيتان على جانبي الخط الأبيض وهاتان العضلتان تسيران بشكل عمودي في جدار البطن الأمامي.
يتألف الخط الأبيض نسجياً من نسيج ضام وهو خالٍ من الأعصاب والأوعية الدموية، لذلك فإنه يعتبر المكان الأفضل بالنسبة للجراحين لإجراء الشقوق في البطن.

## صور إضافية

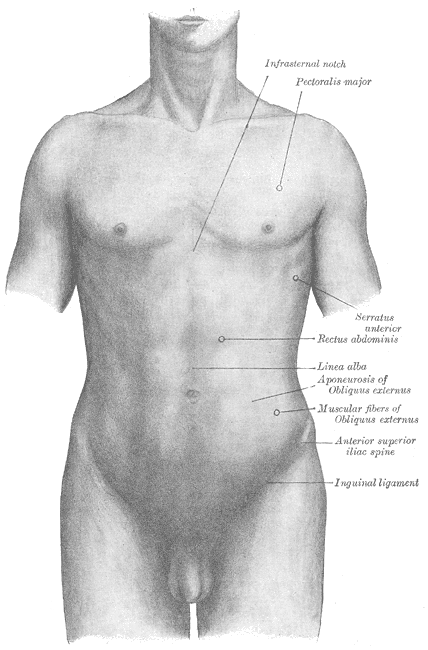
التشريح السطحي للجزء الأمامي من الصدر والبطن.
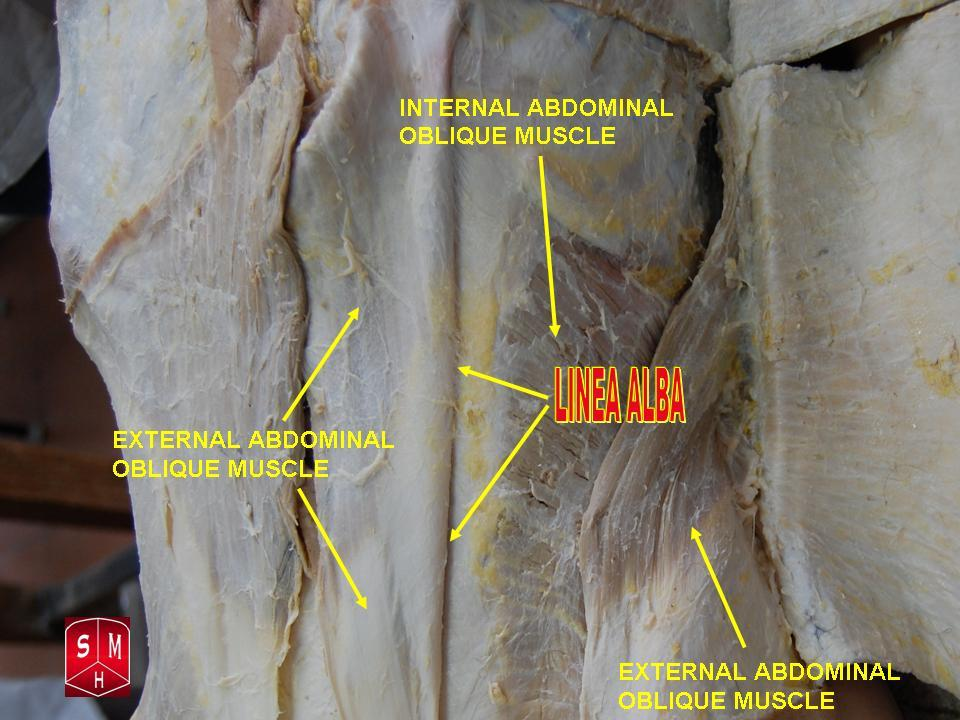
الخط الأبيض